# Manoir de la Grossinière
Le manoir de la Grossinière est un édifice situé à Courgeoût, en France.

## Localisation
Le monument est situé dans le département français de l'Orne dans la commune de Courgeoût.

## Historique
Le manoir était le siège de la seigneurie de Courgeoût
La chapelle est bâtie en 1638 et consacrée quatre ans plus tard, et perd son clocher sans doute pendant la Révolution française.

## Architecture
L'édifice fait l'objet d'une inscription partielle au titre des Monuments historiques depuis le 11 octobre 2005 : la chapelle en entier fait l'objet de l'arrêté.